# Velika nagrada Sirakuz 1966
Velika nagrada Sirakuz 1966 je bila druga neprvenstvena dirka Formule 1 v sezoni 1966. Odvijala se je 1. maja 1966 v Sirakuzah na Siciliji.

## Dirka
| Poz | Dirkač             | Moštvo                      | Konstruktor     | Čas/Odstop       | Št. m. |
| --- | ------------------ | --------------------------- | --------------- | ---------------- | ------ |
| 1   | John Surtees       | SEFAC Ferrari               | Ferrari         | 1.40:08.3        | 1      |
| 2   | Lorenzo Bandini    | SEFAC Ferrari               | Ferrari         | + 24.6 s         | 2      |
| 3   | David Hobbs        | Reg Parnell (Racing)        | Lotus-BRM       | 54 krogov        | 7      |
| 4   | Vic Wilson         | Team Chamaco Collect        | BRM             | 53 krogov        | 11     |
| 5   | Jo Bonnier         | Rob Walker Racing Team      | Brabham-BRM     | 52 krogov        | 4      |
| NC  | Guy Ligier         | Guy Ligier                  | Cooper-Maserati | 39 krogov - Vžig | 5      |
| Ods | Paul Hawkins       | Reg Parnell (Racing)        | Lotus-Climax    |                  | 6      |
| Ods | Jo Siffert         | Rob Walker Racing Team      | Cooper-Maserati | Pogonska gred    | 3      |
| Ods | Denny Hulme        | Brabham Racing Organisation | Brabham-Climax  | Motor            | 12     |
| Ods | Jack Brabham       | Brabham Racing Organisation | Brabham-Repco   | Motor            | 10     |
| Ods | Giancarlo Baghetti | Anglo-Suisse Racing Team    | Lotus-BRM       | Menjalnik        | 8      |
| Ods | André Wicky        | André Wicky                 | Cooper-BRM      | El. sistem       | 9      |
| DNS | Bob Anderson       | DW Racing Enterprises       | Brabham-Climax  | Bat              | -      |
| DNA | Roberto Bussinello | Alf Francis                 | Cooper-ATS      |                  | -      |